# Pivovar Broumov
Pivovar Broumov je malý východočeský pivovar nacházející se v Broumově – městské části Olivětín. Vyrábí piva světlá, tmavá i polotmavá, filtrovaná i nefiltrovaná (ležáky, výčepní piva i piva speciální). Dále se zabývá výrobou ochucených piv - ovocných, kořeněných i bylinných. 

## Historie a současnost
Začátky vaření piva jsou datovány k roku 1348. Současný pivovar svou činností navazuje na pivovar, který byl původně umístěn v benediktýnském klášteře v Broumově a který byl založen v roce 1712. Zmínky o místním klášterním pivovaru existují z  konce 17. století. 
Po druhé světové válce došlo k výstavbě nové varny a  bylo zahájeno stáčení do láhví. Od roku 1994 funguje nová stáčírna a mok je skladován v nerezových sudech. Na Milevských pivních slavnostech získal druh Polotmavá sváteční kvasnicová 17% Stříbrnou korunku o nejlepší pivo.
V těsné blízkosti pivovaru je pivovarský rybník o rozloze přibližně 0,75 hektarů. V současnosti slouží k dodávce vody pro technologickou část pivovaru. V minulosti byl v zimě využíván k získání ledu pro chladicí procesy při výrobě piva.

## Suroviny pro výrobu piv
Slad pro výrobu pivovaru se vyrábí ve vlastní klasické humnové sladovně, dále se používá žatecký hlávkový chmel a prvotřídní pivovarské kvasnice. Voda potřebná pro výrobu piva je čerpána z vlastní 38 metrů hluboké artéské studny.

## Produkce piv
Pivovar je známý tím, že zachovává všechny klasické výrobní postupy. Produkuje širokou škálu piv prodávaných pod značkou Olivětínský Opat, Benediktin a Rotter. Nabízí světlá, polotmavá a tmavá piva a dále má stálou i obměňující se nabídku pivních speciálů. Kromě standardní řady filtrovaných piv nabízí svým zákazníkům jedinečnou řadu nefiltrovaných piv. Ve výběru kromě klasického sortimentu jsou i ochucená piva. Nabídku piv a řadu suvenýrů pivovaru nabízí podniková prodejna, která je umístěna v areálu pivovaru.

## Prohlídka pivovaru a muzeum pivovarství
Pro návštěvníky jsou pořádány prohlídky pivovaru s degustací piv. Exkurze mj. zahrnuje návštěvu sladovny, pivovarských sklepů, stáčírny piv aj. V areálu pivovaru je také muzeum pivovarství s poměrně rozsáhlou sbírkou historických technologií, strojního zařízení, sladařských a pivovarských nástrojů. Exkurze zahrnuje i návštěvu stylizované hospody z počátku 20. století a kancelář sládka s dobovým kancelářským vybavením. V prvním patře muzea je nově otevřená expozice domácnosti sládka z doby počátku 20. století (období secese).

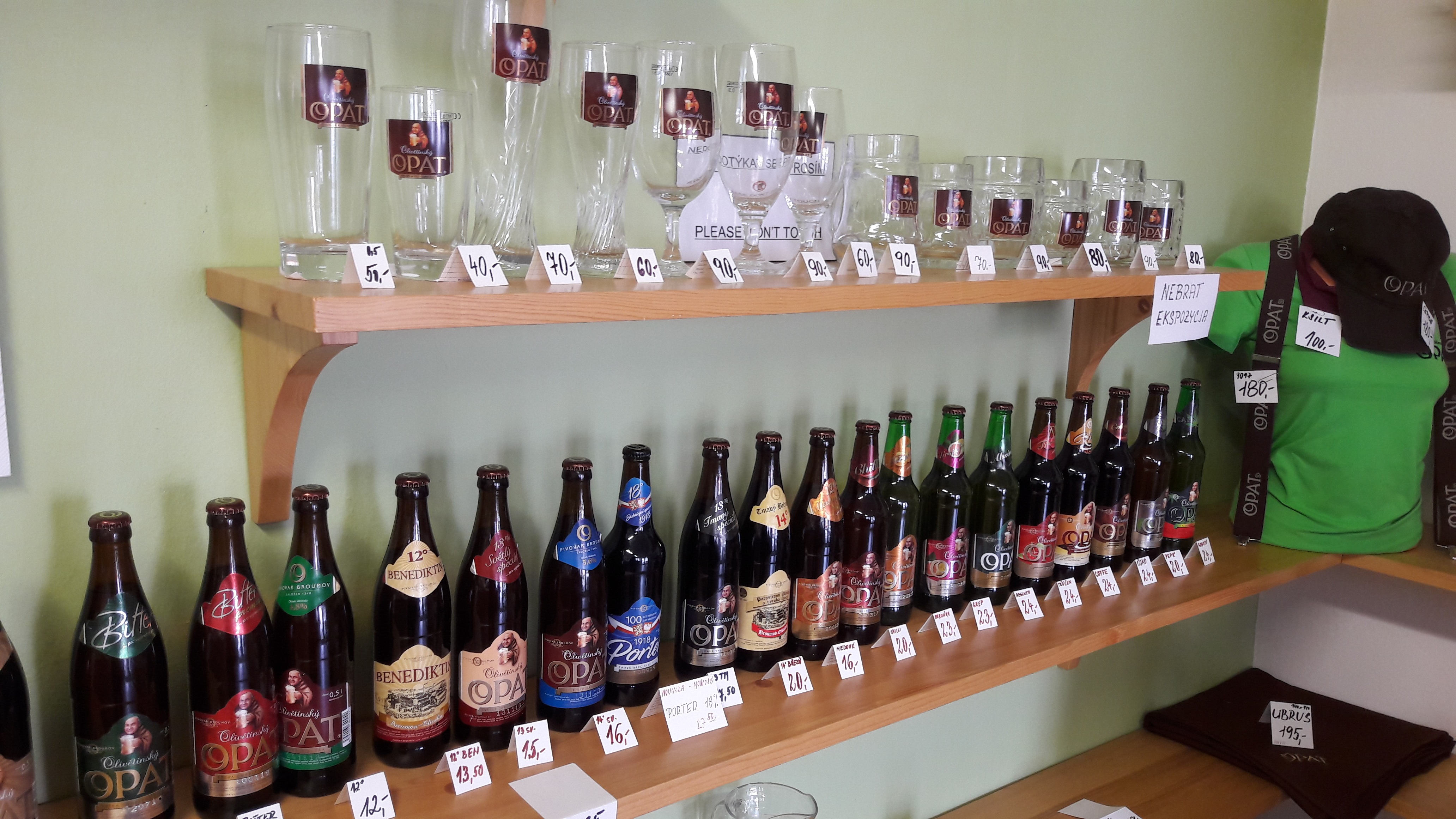
Vystavený sortiment